# Jindřich Svoboda (piloot)
Jindřich Svoboda (Třebíč, 23 mei 1917 – Tilburg, 17 januari 1942) was een Tsjecho-Slowaaks kolonel en gezagvoerder van de bommenwerper van het 311e squadron van de RAF. Dit Tsjechische Squadron had als thuisbasis Wretham-Hall in Engeland.

## Biografie

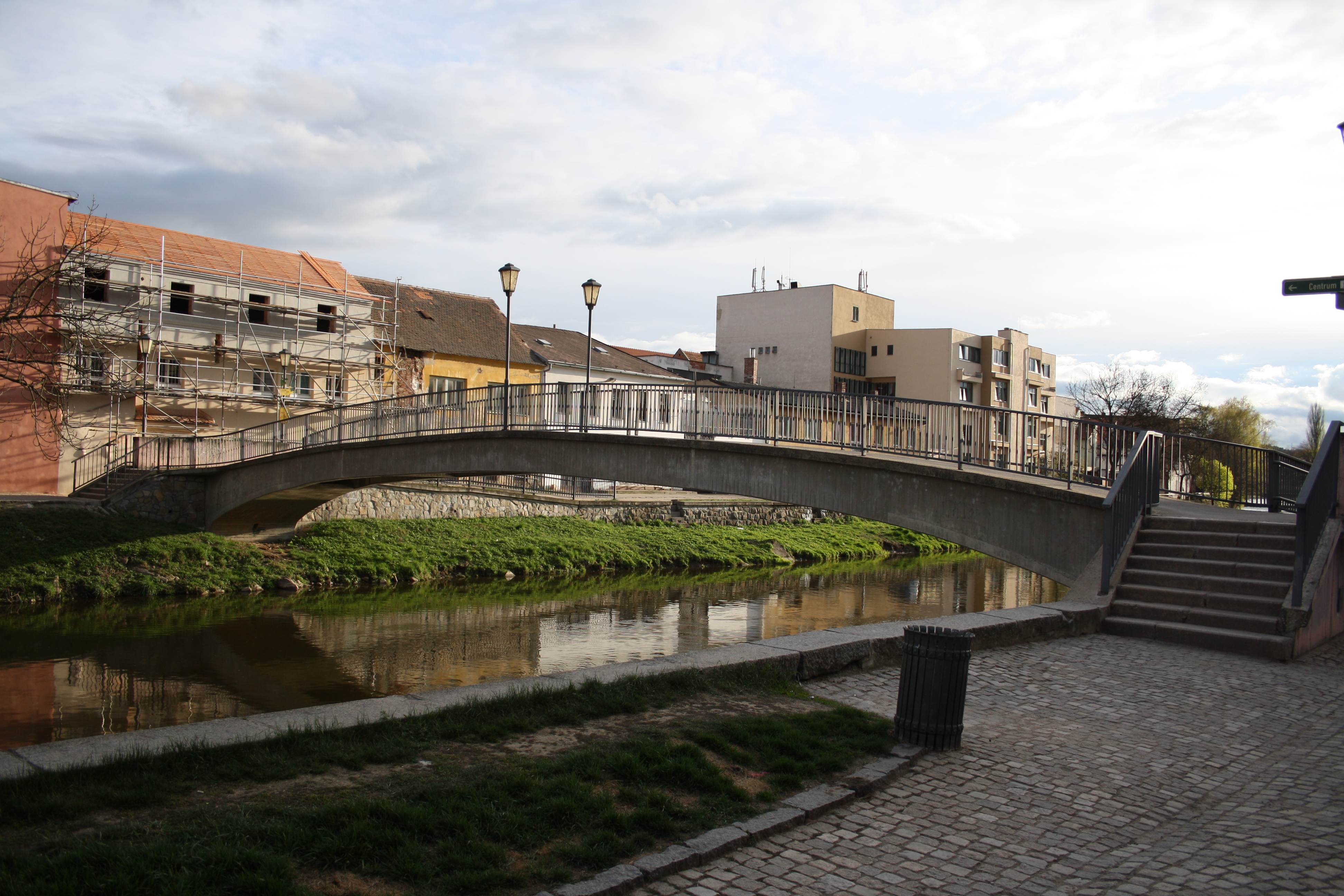
Voetbrug te Třebíč vernoemd naar Svoboda.

Svoboda werd geboren op 23 mei 1917 in de Tsjechische plaats Třebíč, in de nadagen van het Oostenrijks-Hongaarse Rijk. Hij was een toegewijd lid van de scouting (Tsjechisch: Junák). Later woonde hij met zijn familie in het plaatsje Zámostí. Svoboda was een toegewijd lid van de scouts en kreeg hier zijn bijnaam Het Paard. In 1936 ging hij studeren aan de luchtvaartschool in Prostějov. Svoboda ging vrijwillig bij de luchtmacht toen Tsjecho-Slowakije werd bedreigd ten tijde van de Tweede Wereldoorlog.
Op 24 januari 1940 ging Svoboda naar Slowakije en van daaruit naar Hongarije, Joegoslavië, Griekenland, Turkije, Syrië, Noord-Afrika, Frankrijk en ten slotte het Verenigd Koninkrijk. Daar werd hij opgeleid tot bommenwerperpiloot. Hij volbracht 24 gevechtsvluchten, waarvan hij er 16 leidde als gezagvoerder.

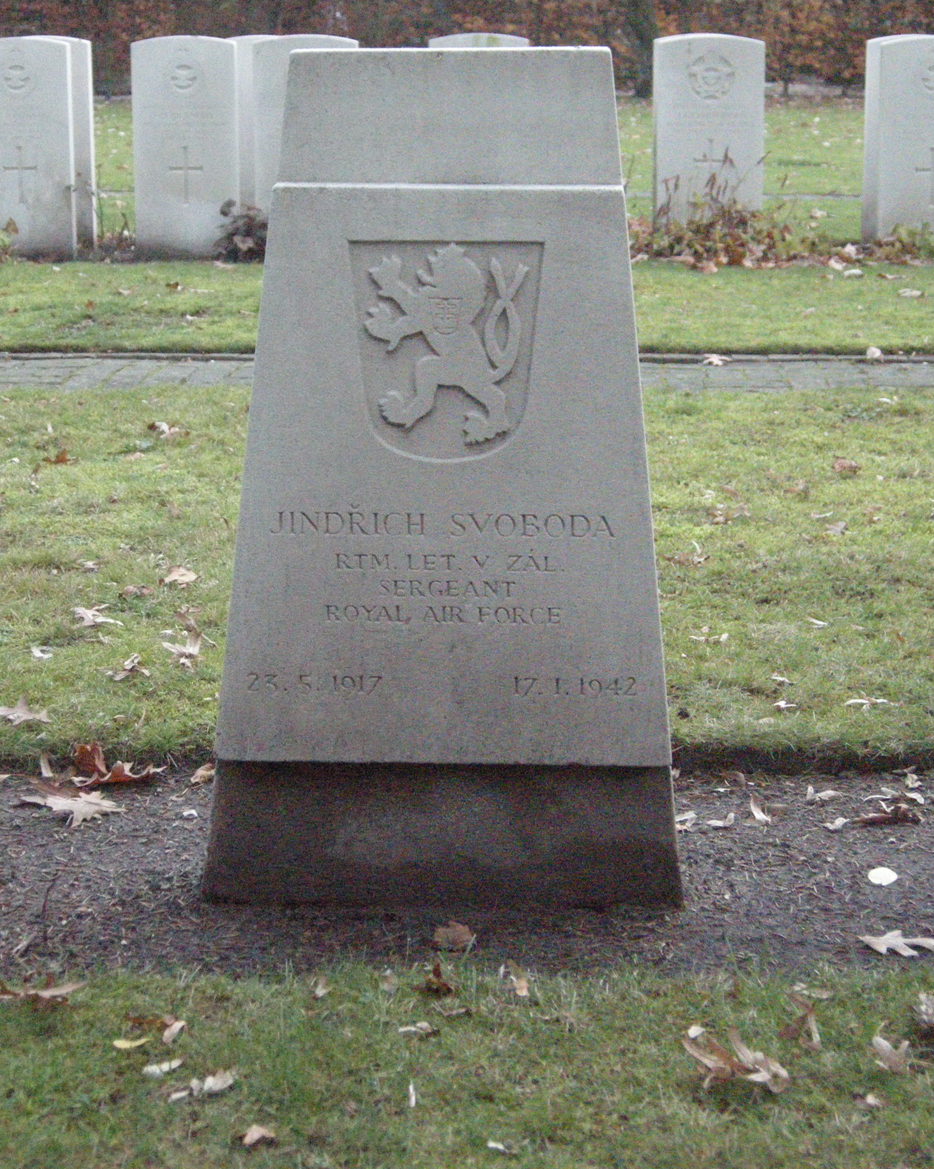
Grafsteen van Jindřich Svoboda op de Algemene Begraafplaats Gilzerbaan te Tilburg.

## Crash
Zijn laatste vlucht, samen met Jaromír Brož, Rudolf Mašek, Karel Batelka, Zdenek Sichrovský en Josef Šnajdr, was met een Vickers Wellington, met als doel de stad Emden in Noord-Duitsland. Volgens het journaal van de Luchtbeschermingsdienst, boven op het Paleis-Raadhuis, werden ze op 17 januari 1942 om 22:30 uur boven Tilburg neergehaald en stortten ze neer ter hoogte van de Broekstraat en de Zandstraat in de buurtschap Moerenburg in Zuidoost-Tilburg. Svoboda, Brož en Mašek kwamen om door de crash en liggen naast Svoboda begraven op de militaire sectie van de Algemene Begraafplaats Gilzerbaan in Tilburg, naast de protestantse begraafplaats Vredehof. Batelka, Sichrovský en Šnajdr werden krijgsgevangenen gemaakt door de Duitsers.
Jindřich Svoboda was 24 jaar toen hij werd neergehaald en stierf.

## Trivia
- De scoutvereniging van Třebíč is naar Svoboda vernoemd, evenals in 2003 een voetbrug in deze plaats. In 2006 is een herdenkingsplaquette onthuld aan het gemeentehuis van Třebíč, ter herinnering aan de slachtoffers van de RAF die zijn geboren in Třebíč.